# ستيف بيترز (سياسي)
ستيف بيترز هو سياسي كندي، ولد في 27 ديسمبر 1912، وتوفي في 29 نوفمبر 1976.